# Tífids
Els tífids (Tiphiidae) són una família d'himenòpters apòcrits de la superfamília dels vespoïdeus (Vespoidea) a vegades conegudes com a o vespes de les flors. Els adults són solitaris (no fan nius col·lectius). Les larves són principalment ectoparàsits de larves de diversos coleòpters especialment dels de la família Scarabaeoidea. A la península Ibèrica només es troba un gènere, Tiphia i l'espècie Tiphia morio n'és la més freqüent.

## Característiques
Moltes espècies són petites, però unes altres arriben a 30 mm. Les femelles de certes subfamílies (totes les Brachycistidinae, Diamminae, Methochinae i Thynninae) són àpteres (no tenen ales). En canvi les femelles de les subfamílies Tiphiinae, Anthoboscinae i Myzininae són sempre alades. Són semblants als escòlids, però tenen les ales amb estigma, els ulls presenten rarament escotadures i les ungles dels tarsos són bífides.

## Taxonomia
La família Tiphiidae inclou 120 gèneres i unes 2.000 espècies, repartides en 7 subfamílies:
- Subfamília Anthoboscinae
- Subfamília Brachycistidinae
- Subfamília Diamminae
- Subfamília Methochinae
- Subfamília Myzininae
- Subfamília Thynninae
- Subfamília Tiphiinae